# Emanuelstil

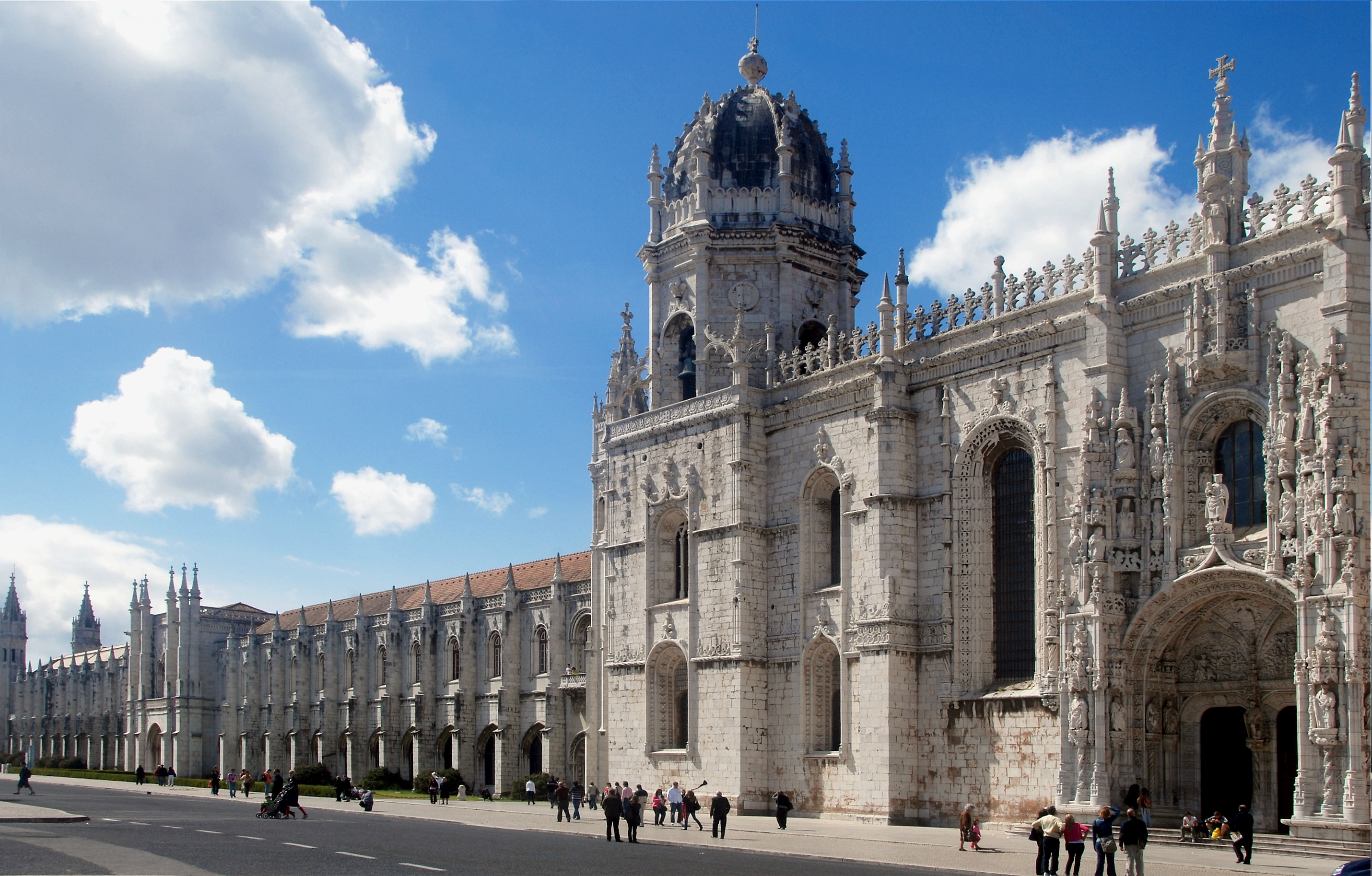
Mosteiro dos Jerónimos

Emanuelstil är en överflödande rik arkitektonisk stil som uppkom i Portugal i början av 1500-talet under kung Manuel I:s regeringstid. Stilen förekom endast i Portugal och den kom ur bruk en tid efter Manuel I:s regering. Stilen firar Portugals då nyvunna rikedom som uppkommit genom sjöfarten och den präglas av fantasifulla ornament, ofta med marin aknyting, i form alger, tång, koraller, rep, ankare, navigationsinstrument etc..
Byggnadsexempel:
- Världsarvet Mosteiro dos Jerónimos i Lissabon (ca 1502–72)
- Världsarvet Torre de Belém i Lissabon (1515–21)
- Världsarvet Klostret i Batalha
- Kristusriddarnas kyrka i Tomar
- Jesuskyrkan i Setúbal

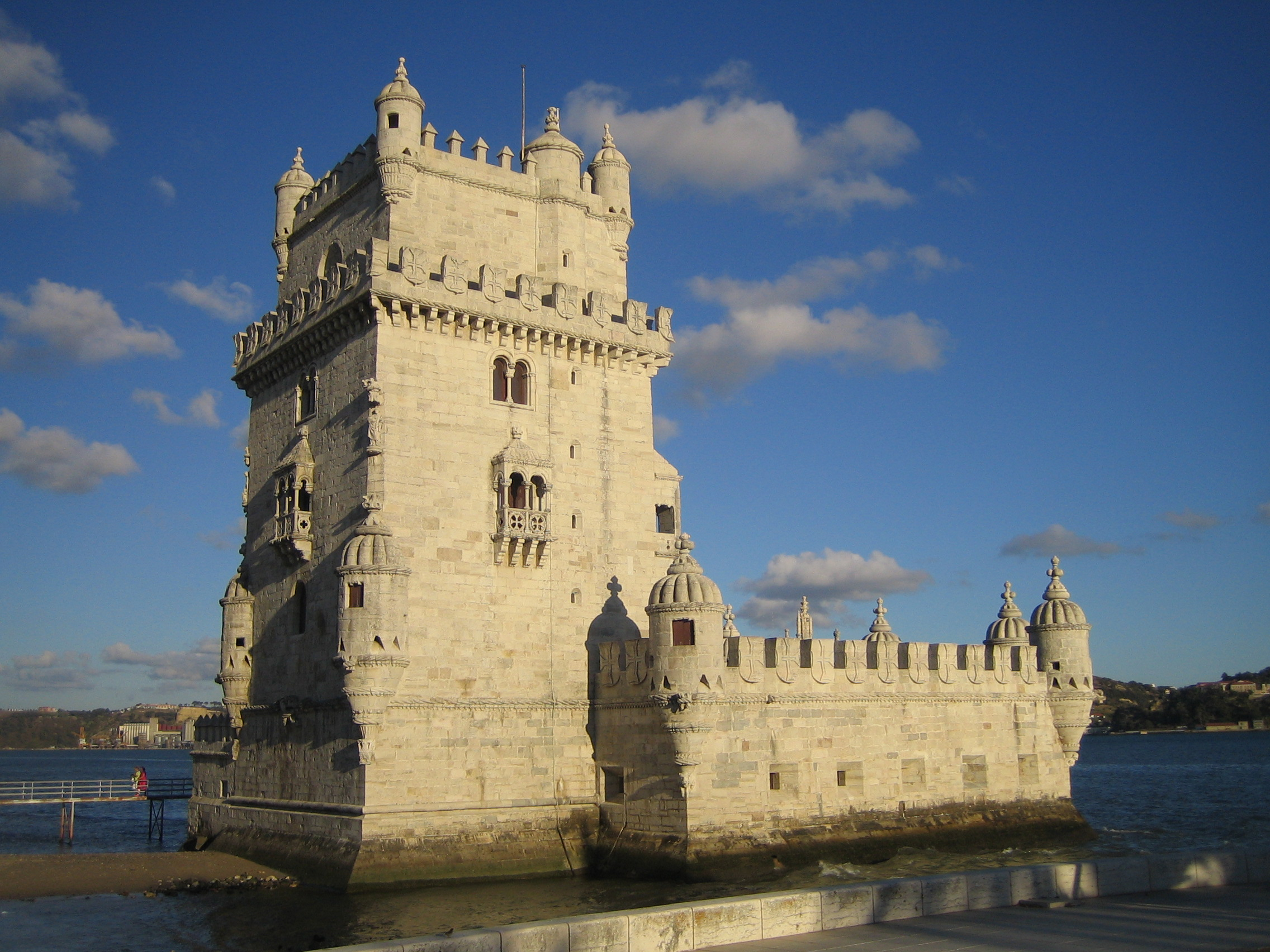
Torre de Belém
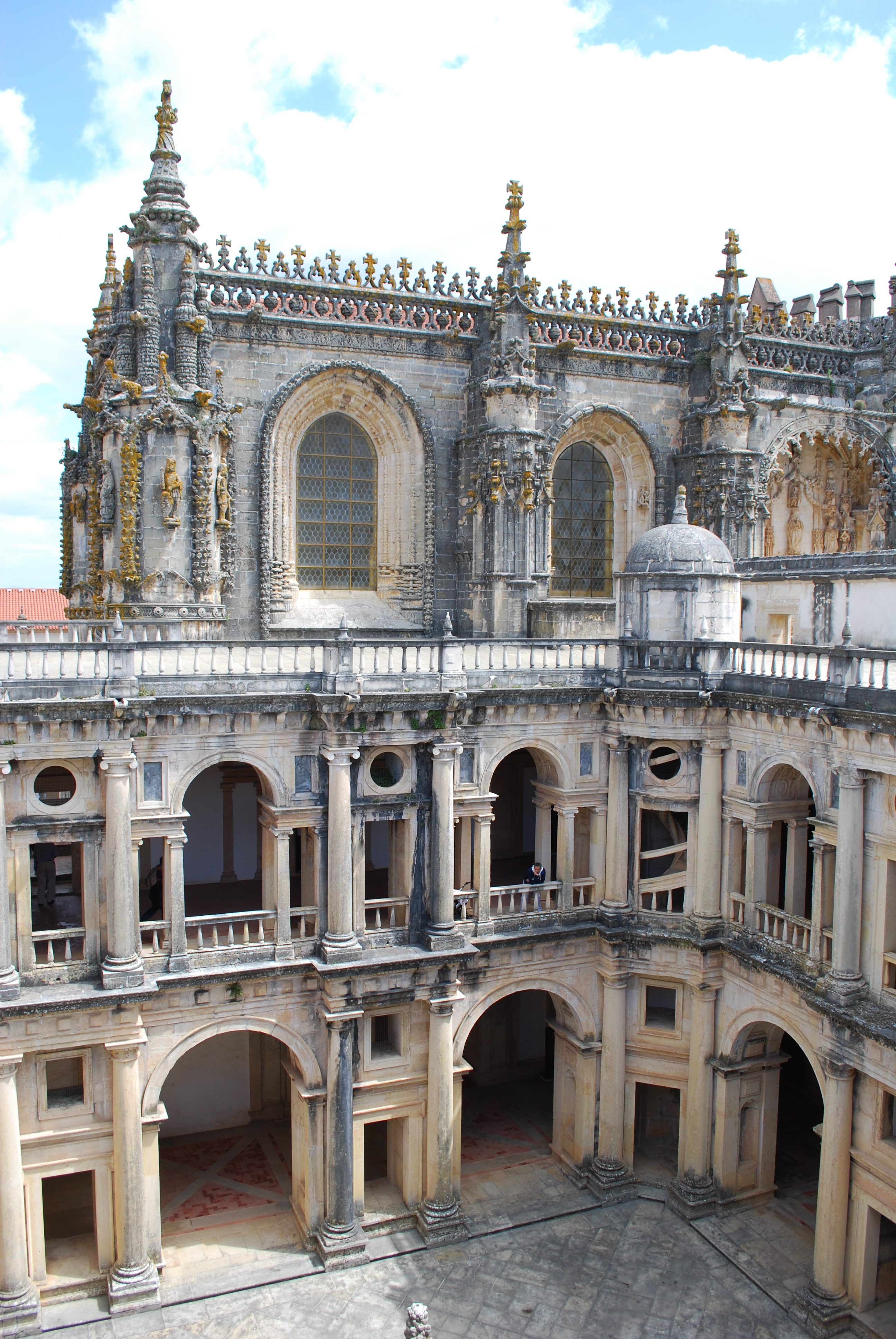
Kristus- riddarnas kyrka
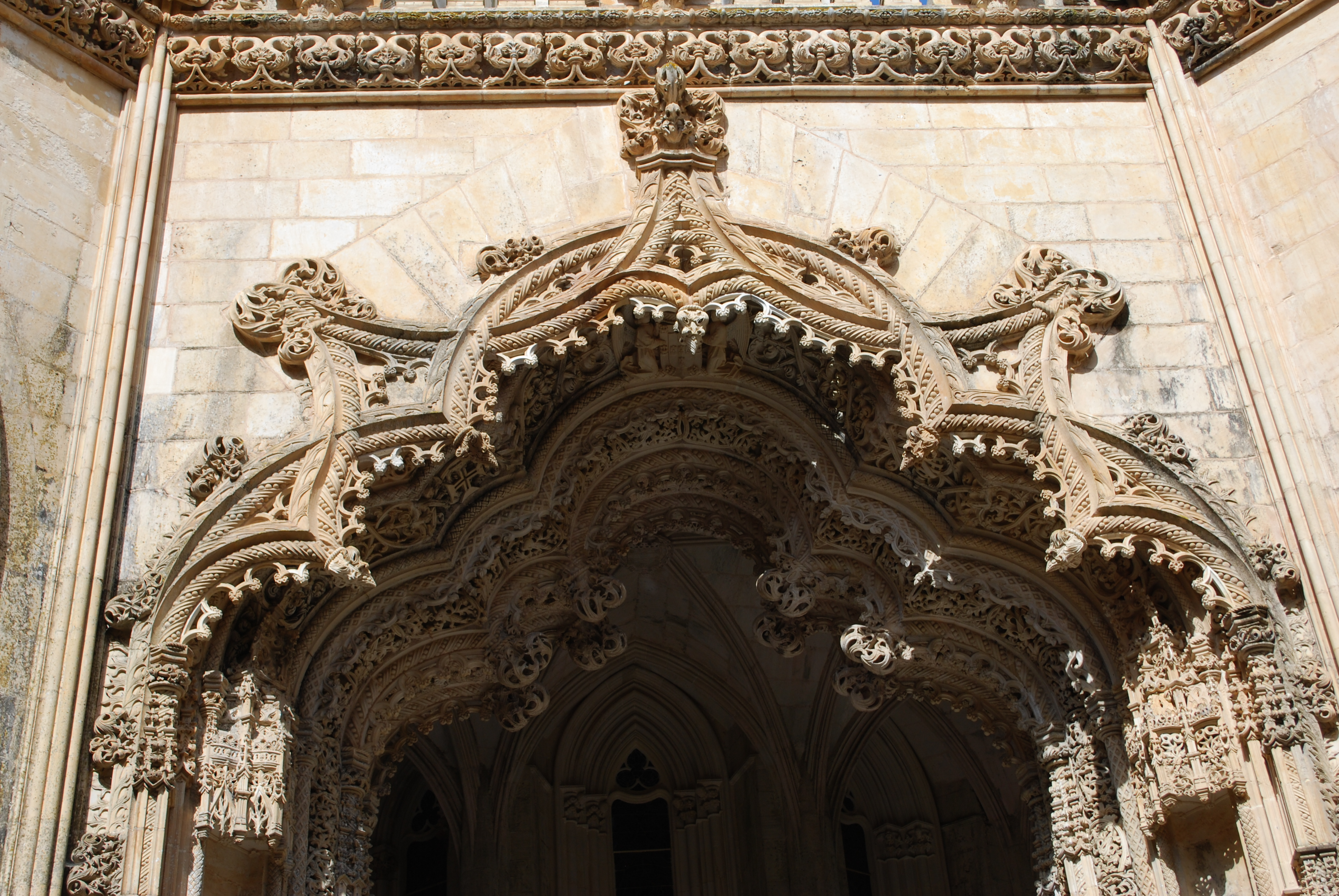
Detalj i Batalha
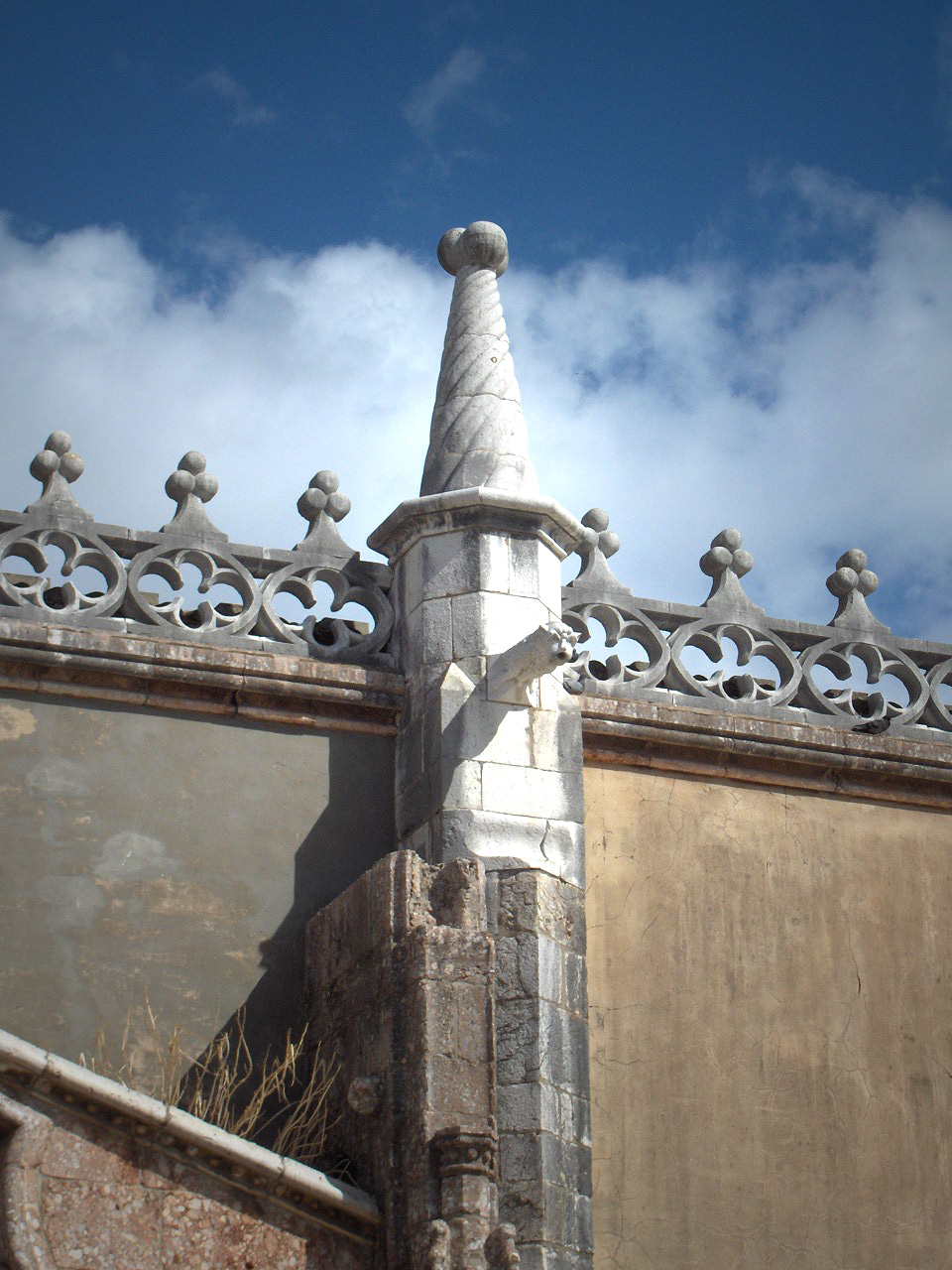
Detalj i Sétubal